# Roms en France

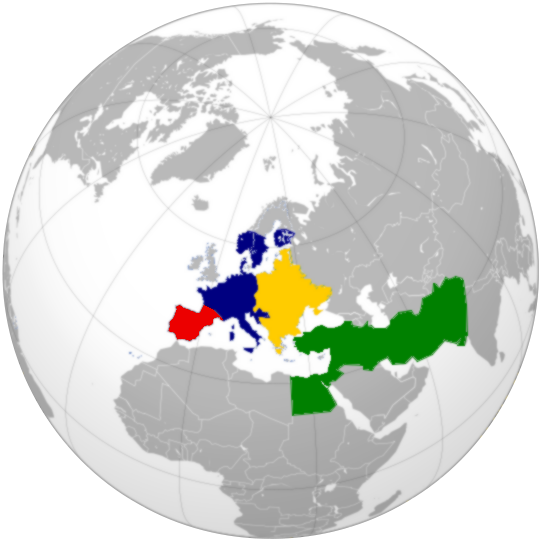
Les différents peuples tziganes et leurs localisations dans le monde :
Gitans
Sintis-Manouches
Roms sensu-stricto (Tziganes)
Doms ou Loms

Les Roms, aussi dénommés Bohémiens, Gitans, Manouches, Romanichels, Sintis ou Tsiganes, sont un ensemble disparate de groupes ethniques initialement originaires du sous-continent indien, présent en France comme dans d'autres pays d'Europe. Les quatre groupes principaux de Roms sont : 
- les Doms, Loms ou Anabadoches[2], venus de l'Inde du Nord au XIIIe siècle et surtout présents au Moyen-Orient et en Asie centrale ;
- les Roms sensu stricto, dits aussi Romanichels ou Tsiganes en Europe centrale et orientale[3] ;
- les Sintis ou Manouches, principalement installés en Italie, Allemagne et Grande-Bretagne[4] ;
- les Gitans ou Kalés, dont la présence dans la péninsule Ibérique et le sud de la France est attestée depuis le Moyen Âge[5].

Il y aurait actuellement entre 150 000 et 350 000 Roms en France. Parmi eux, on dénombre environ 20 000 Roms de nationalité roumaine, bulgare, tchèque, slovaque, hongroise, moldave ou des pays de l'ex Yougoslavie (Serbie, Croatie, Kosovo notamment) dont la plupart sont arrivés dans les années 1990 comme ouvriers agricoles saisonniers et dont les plus pauvres vivent dans des campements précaires et bidonvilles répartis sur le territoire.
Porajmos et Samudaripen désignent l'holocauste dont ont été victimes les Roms durant la Seconde Guerre mondiale.
Comme dans le reste de l'Europe, les Roms font l'objet de nombreuses discriminations de la part des institutions et de la société,.

## Gitans
Les Gitans, présents en France depuis des générations, vivent principalement dans le sud du pays (Languedoc-Roussillon et Provence-Alpes-Côte d'Azur). Les populations gitanes sont majoritairement sédentaires. Le catalan et l'espagnol sont les langues principalement utilisées. Le caló est également parlé mais minoritairement.
Le chiffre des Roms en France est estimé entre 15 000,,, et 350 000. Pour l'association tsigane Regards, ce chiffre pourrait s'élever en réalité à 1 300 000.

## Manouches
Comme les Gitans, les Manouches sont présents en France depuis des générations, à l'inverse des Gitans qu'on ne trouve que dans le sud de la France, les Manouches, eux, sont présents sur tout le territoire. Ils ont leurs langues et leurs cultures. Certains Manouches vivent de façon nomade, d'autres sont sédentaires.

## Migrants roms des pays de l'Est
Depuis les années 1990 et en particulier depuis l'entrée de la Bulgarie et de la Roumanie dans l'Union européenne en 2007, on assiste à la venue en France de certaines familles roms des pays d'Europe de l'Est.

### Antitsiganisme institutionnel et délinquances
Dès avant la Seconde Guerre mondiale et le génocide des Roms, la présence des Roms des pays de l'Est, ou Tsiganes, était déjà systématiquement liée par les sources racistes et parfois aussi par le personnel politique, aux questions de criminalité, et cela n'a pas cessé à l'issue de la guerre. En 2010, Claude Guéant affirme que les camps de Roms sont « le point de départ d’une délinquance très forte, souvent très violente ». Néanmoins, les statistiques ethniques étant interdites en France, il ne peut appuyer cette affirmation qu'en évoquant une donnée approximative et en pratiquant un amalgame. Il affirme : « En deux ans, la délinquance roumaine en France, pas la délinquance des Roms, la délinquance roumaine, a été multipliée par 2,5. ». Libération rectifie cette affirmation en précisant que la source ne concerne que l'agglomération parisienne et qu'« une augmentation de 259 % n’équivaut pas à une multiplication par 2,5, mais par 3,5 ».
Par manque de représentants politiques et un antitsiganisme institutionnel décomplexé, les roms sont stygmatisés et n'ont pas accès aux soins, logements et insertions professionnelles comme le reste de la population. Les persécutions multi-centenaires expliquent également leurs méfiances. La délinquance juvénile des enfants, poussés à la mendicité et aux « petits larcins » est évoquée par la presse,. Selon Le Monde, en 2009, 40 % des Roms mis en cause pour des délits à Paris étaient mineurs. Pour combattre cette criminalité, le Premier ministre roumain, Emil Boc, s'est engagé à désigner un secrétaire d'Etat chargé de la réinsertion des Roms et les autorités roumaines ont aussi promis d'envoyer en France un contingent renforcé de policiers et de magistrats pour aider la police française à démanteler le trafic d'êtres humains. En 2022, Jean-Pierre Rosenczveig, ancien président du tribunal pour enfants de Bobigny, estime que la délinquance des enfants Roms dans les grandes métropoles « n’est pas d’aujourd’hui ». Selon lui, ces enfants sont les victimes de réseaux mafieux qui souvent les achètent au Kosovo, ou autre pays des Balkans, à leurs parents légitimes. Puis, ces réseaux mafieux les forment aux techniques du vol pour toucher les bénéfices, mettant les jeunes à l'amende, s'ils ne rapportent pas les sommes exigées.
La presse évoque également des affaires de prostitution infantile,,, de proxénétisme,, de trafic d'êtres humains, ou de vol de métaux,,.
Des actes de « violence urbaine de grande ampleur » sont aussi largement médiatisés comme lors des rixes de Moirans en 2015 qui dégénèrent en protestation et bris de vitres du commissariat, les préjudices s'élevant à 230 000 euros selon le tribunal,, ou à Castres en 2017,. Pour François Carrel de Libération, les incidents de Moirans ont été « immédiatement instrumentalisés par la droite, pour dénoncer le laxisme du gouvernement ».

### Expulsions de l'été 2010
Fin juillet 2010, le président Nicolas Sarkozy décide, à la suite de deux faits divers impliquant des membres français de la communauté des gens du voyage, de l'organisation de retours massifs de Roms en Roumanie et Bulgarie, déclenchant une vaste polémique.
Une circulaire du ministère de l'Intérieur diffusée le 5 août 2010 demande aux préfets de faire évacuer « 300 campements ou implantations illicites d'ici trois mois, en priorité ceux des Roms », et d'engager une « démarche systématique de démantèlement des camps illicites, en priorité ceux de Roms ». D'après certains experts en droit constitutionnel, l'expression « en priorité ceux des Roms » contrevient aux principes de non-discrimination, tandis que l'ensemble de la circulaire contrevient à ceux de libre circulation des personnes et de leur droit de séjour garantis par les traités européens et détaillés par la directive de 2004 (38/2004). Elle serait aussi potentiellement contraire à la Convention européenne des droits de l'homme qui interdit les discriminations fondées sur la nationalité, la race ou l'appartenance ethnique.
Saisi par l'association SOS Racisme, le Conseil d'État annule cette circulaire par un arrêt du 7 avril 2011. La haute juridiction relève que cette circulaire met en œuvre « une politique d'évacuation des campements illicites désignant spécialement certains de leurs occupants en raison de leur l'origine ethnique » qui est contraire au principe d'égalité[réf. nécessaire].
Le 22 août 2010, le pape Benoît XVI exhorte les pèlerins à savoir « accueillir les légitimes diversités humaines », ce qui est interprété par certaines personnes comme une critique de l'action menée par les autorités françaises spécifiquement contre les Roms, interprétation contestée par d'autres personnes,. Le 27 août 2010, le Comité pour l'élimination de toutes les formes de discrimination raciale (CERD) de l'ONU demande à la France de « garantir l'accès des Roms à l'éducation, à la santé, au logement et autres infrastructures temporaires dans le respect du principe d'égalité ». Le coût annuel de la reconduite des Roms pour le budget de la France est estimé entre 200 et 250 millions d'euros (selon les chiffres du Sénat français).
Le 9 septembre 2010, le Parlement européen adopte une résolution dans laquelle il presse la France de « suspendre sur le champ » les expulsions de Roms. Le texte, déposé par les groupes S&D, ALDE, Verts/ALE et GUE/NGL, demande à la France et aux autres États membres de « suspendre immédiatement toutes les expulsions de Roms ». Les députés prétendent également que le relevé des empreintes digitales des Roms expulsés est illégal et contraire à la Charte des droits fondamentaux de l'Union européenne,.
Le 14 septembre 2010, Viviane Reding, commissaire européenne à la Justice, aux Droits fondamentaux et à la Citoyenneté, fait part de son « intention de lancer deux procédures d'infraction contre la politique de la France à l'égard des Roms ».

### Expulsion et évacuations forcées de Roms depuis 2010
En 2012, après l'arrivée de François Hollande à l'Élysée, la situation empire pour les Roms et les expulsions augmentent fortement, ainsi l'Association européenne pour la défense des droits de l'homme publie un rapport faisant état de près de 12 000 expulsions avec un pic sur la seconde partie de l'année, l'AEDH note que cette année-là, les expulsions se sont très majoritairement faite par la force.
Les expulsions doublent entre 2012 et 2013, dépassant les 21 000[réf. nécessaire].
Amnesty International publie le 25 septembre 2013 un rapport intitulé « Condamnés à l'errance. Les expulsions forcées des Roms en France », ce rapport revient sur les différentes mesures prises par le gouvernement depuis un an et leurs conséquences sur la situation des Roms en France. Il  passe notamment en revue plusieurs dispositifs « d’anticipation et d’accompagnement des opérations d’évacuation des campements illicites » préconisés par la circulaire interministérielle du 26 août[source insuffisante].
En 2014, près de 13 500 Roms sont expulsés de leurs campements, contre 19 380 en 2013 selon les chiffres de la Ligue des droits de l'homme (LDH) et le Centre européen pour les droits des Roms (CEDR). En 2014, la France est critiquée par Amnesty International en raison d'expulsions réalisées dans des conditions jugées « épouvantables » par l'ONG.
En 2015 et 2016, de nombreuses évacuations de lieux de vie occupés par des personnes roms ou désignées comme telles sont mises en œuvre,. En 2015, près de 9 000 enfants et adolescents vivent en bidonville, sans que l'on sache combien sont scolarisés. Selon une étude portant sur 161 jeunes, 53 % ne vont pas à l'école, notamment en raison de refus d'inscription des mairies.
Encore en 2017 et 2018, par rapport aux autres minorités, les préjugés, les stéréotypes, les connaissances erronées, les sentiments de peur et d'hostilité continuent de se mêler avec une force et une intensité particulière. Leur niveau de diffusion a baissé ces dernières années, mais lentement. La spectacularisation de la pauvreté de certains groupes de Roms par les médias, lors des évacuations des campements illicites et des bidonvilles, exerce un impact négatif. Les groupes tziganes sont moins souvent constitués en boucs émissaires par les élites politiques, sociales et médiatiques. Cependant, la mobilisation des associations pour la défense des droits des Roms et des gens de voyage s'est renforcée, en réaction aux discriminations institutionnelles et sociétales dont les Roms sont victimes. En effet, des expéditions punitives ont été menées contre des Roms de Seine-Saint-Denis, après la diffusion d'une fausse information les accusant d'avoir enlevé des enfants pour alimenter un trafic d'organes. Ainsi, ces associations essaient de mettre en avant une image plus positive de cette minorité dans la presse. Mais à ce jour, ni les associations ni les institutions n'ont réussi à faire progresser la lutte contre l'antitziganisme.